# Emmanuela Kohlhaas
Sr. Emmanuela Kohlhaas OSB (* 1961) ist eine deutsche Ordensfrau und Musikwissenschaftlerin. Sie gehört dem Orden der Benediktinerinnen vom Heiligsten Sakrament an.
Kohlhaas studierte in Bonn katholische Theologie, Musikwissenschaft, Psychologie und Vergleichende Religionswissenschaften. Sie schloss das Studium 2000 mit einer Promotion in Musikwissenschaft ab. Seit 1982 ist sie Benediktinerin in Köln-Raderberg. Von 2002 bis 2009 lehrte sie an der Hochschule für Musik und Tanz Köln Liturgie und Musik, daneben absolvierte sie den Masterstudiengang „Beratung in der Arbeitswelt. Coaching, Supervision, Organisationsberatung“ an der Fachhochschule Frankfurt. Ab 2010 war Schwester Emmanuela Priorin des Benediktinerinnenklosters Köln und übte dieses Amt bis 2022 aus.
Am 2. Juli 2022 wurde in der turnusmäßigen Priorinnenwahl (alle sechs Jahre) Sr. Veronica Krienen OSB zu ihrer Nachfolgerin gewählt. Im Juli 2022 gründeten die Benediktinerinnen Köln ein neues Benediktinerinnenkloster in Düsseldorf-Angermund im aufgegebenen Gebäude eines Dominikanerinnenklosters.
Am 8. September 2022 wurden neben Sr. Emmanuela Kohlhaas noch weitere vier Mitschwestern des Kölner Konvents nach Angermund ausgesandt
Am 21. Juni 2023 wurde Sr. Emmanuela Kohlhaas von Sr. Veronica Krienen OSB, Priorin der Benediktinerinnen Köln, zur Örtlichen Hausoberin der Angermunder Gemeinschaft ernannt.
Mit Thomas Frings zusammen schrieb sie ein Buch in der Form einer Reflexion über Isaaks Opferung zum Ungehorsam in der katholischen Kirche, der immer wieder ein Schrittmacher gewesen sei, wie besonders die Ordensgeschichte erweise. Sie möchte keinen „Zölibat als Ideologie“ oder gar als Machtmittel; der freiwillige Zölibat gehöre eher zur klösterlichen Lebensform und sei etwas für wenige. Zum Schrumpfungsprozess in den Ordensgemeinschaften verweist sie darauf, dass erst seit dem 19. Jahrhundert die Zahl der Klöster mit den sozialen Bewegungen sehr gestiegen sei. Nun beginne wieder eine neue Phase in kleinerer Form. Mit neuen Formen kollegialer Leitung ohne starken Hierarchieanspruch könnten ihrer Meinung nach geistliche Gemeinschaften wieder attraktiv werden. Dazu gehöre auch, das Klausurprinzip modern zu verstehen, nicht als Abschottung von der Welt. Den Erfolg erkennt sie im Zugewinn neuer Ordensfrauen während ihrer Leitungszeit in Köln (25 Eintritte, 17 davon dauerhaft). Bei der Auswahl von Führungspersonen müsse ihre Lauterkeit Vorrang haben, dagegen werde in der demokratischen Politik eher um persönliche Macht gekämpft.

## Schriften
- Es singe das Leben. Münsterschwarzacher Kleinschriften, 1988.
- Mitautorin: Tanz und Spiritualität. Mainz 1995, ISBN 978-3-7867-1819-2.
- Musik und Sprache im Gregorianischen Gesang. Steiner, Stuttgart 2001, ISBN 978-3-515-07876-4 (Dissertation, Universität Bonn).
- mit Thomas Frings: Ungehorsam. Eine Zerreißprobe. Herder 2021, ISBN 978-3-451-38798-2.
- Die neue Kunst des Leitens. Wie Menschen sich entfalten können. Top-Down war gestern. Herder 2022, ISBN 978-3-451-39282-5.

## Einzelbelege
1. ↑  Benediktinerinnen Köln: Wir haben eine neue Priorin. In: Benediktinerinnen Köln. Benediktinerinnen Köln, 2022, abgerufen am 4. Oktober 2023.
2. ↑  Benediktinerinnen Köln: Abschied und Neuanfang. In: Benediktinerinnen Köln. Benediktinerinnen Köln, 2022, abgerufen am 4. Oktober 2023.
3. ↑  Benediktinerinnen Köln: Aussendung unserer Schwestern nach Düsseldorf-Angermund. In: Benediktinerinnen Köln. Benediktinerinnen Köln, 2022, abgerufen am 4. Oktober 2023.
4. ↑  Sr. Emmanuela Kohlass: Ein Grund zum Feiern und eine willkommene Abkühlung. In: domradio Logbuch eines Aufbruchs Start-up-Kloster. domradio.de, 2022, abgerufen am 4. Oktober 2023.
5. ↑  Renate Magerl: Sr. Emmanuela Kohlhaas: "Klosterleben und Weltflucht passen nicht zusammen". Abgerufen am 20. August 2022.
6. ↑  Johanna Beck, Emmanuela Kohlhaas: „Die Politik kann viel von den Orden lernen“. In: CHRIST IN DER GEGENWART. 21. August 2022, abgerufen am 21. August 2022.

| Personendaten    | Personendaten                                              |
| ---------------- | ---------------------------------------------------------- |
| NAME             | Kohlhaas, Emmanuela                                        |
| KURZBESCHREIBUNG | deutsche Benediktinerin und Priorin in Köln und Düsseldorf |
| GEBURTSDATUM     | 1961                                                       |